# Grimoald
Grimoald, död 671, var en langobardisk kung.
Han var son till Gisulf II av Friuli och Romilda. Grimoald, som 647-662 var hertig av Benevent, blandade sig 662 i striderna om den langobardiska kronan och bemäktigade sig själv denna. Under Grimoalds regering besegrades slutgiltigt arianismen i riket.